# 모리타니의 재외공관 목록

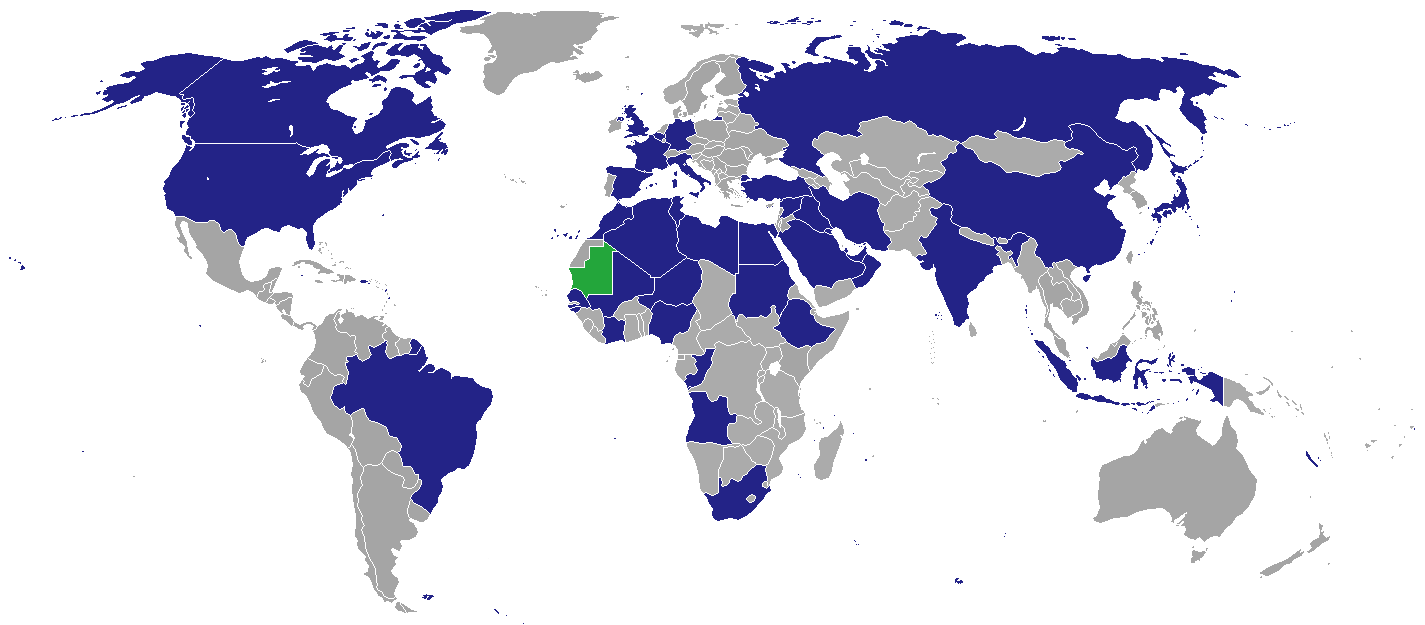
모리타니의 재외공관

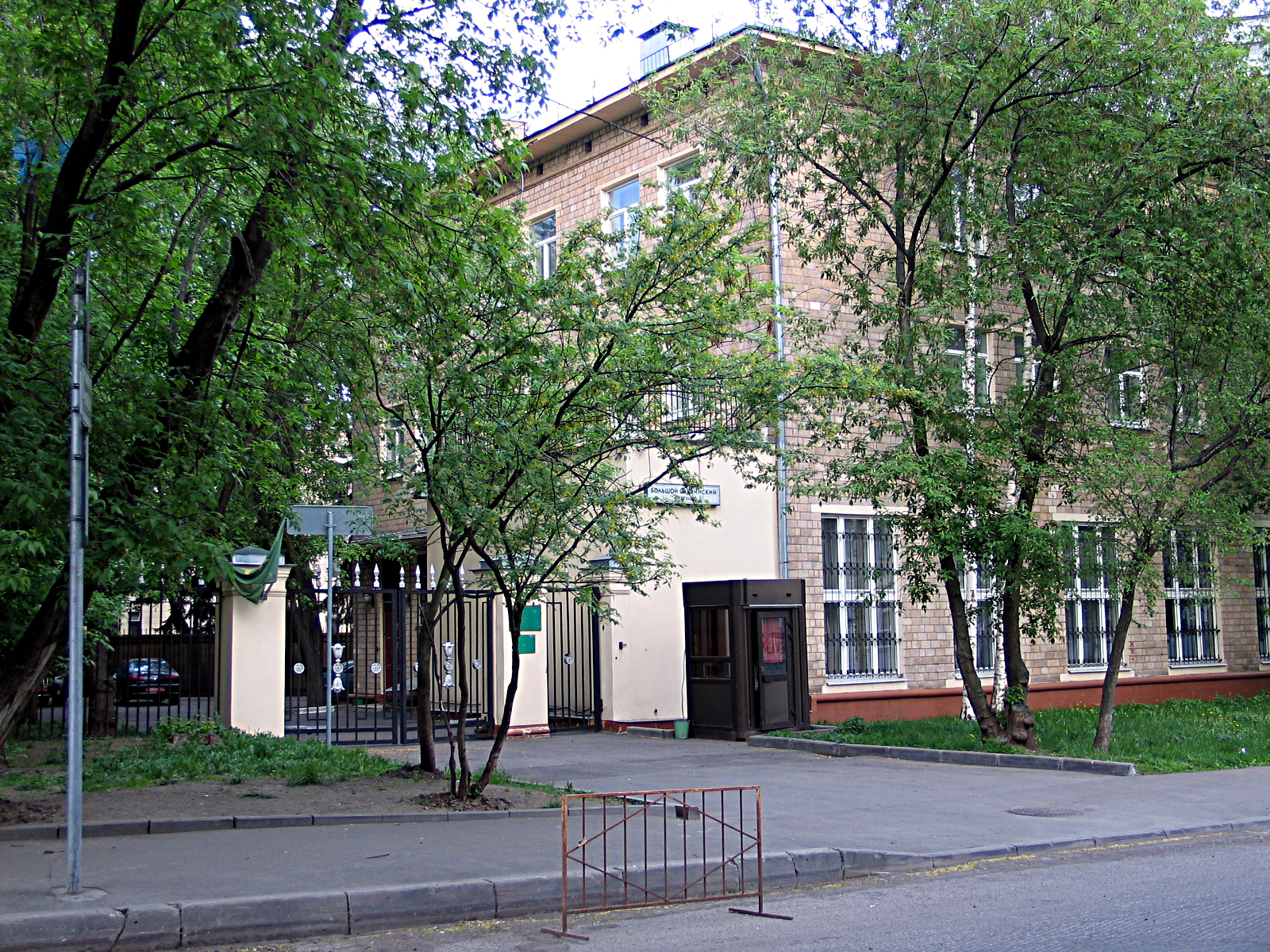
모스크바 주재 모리타니 대사관

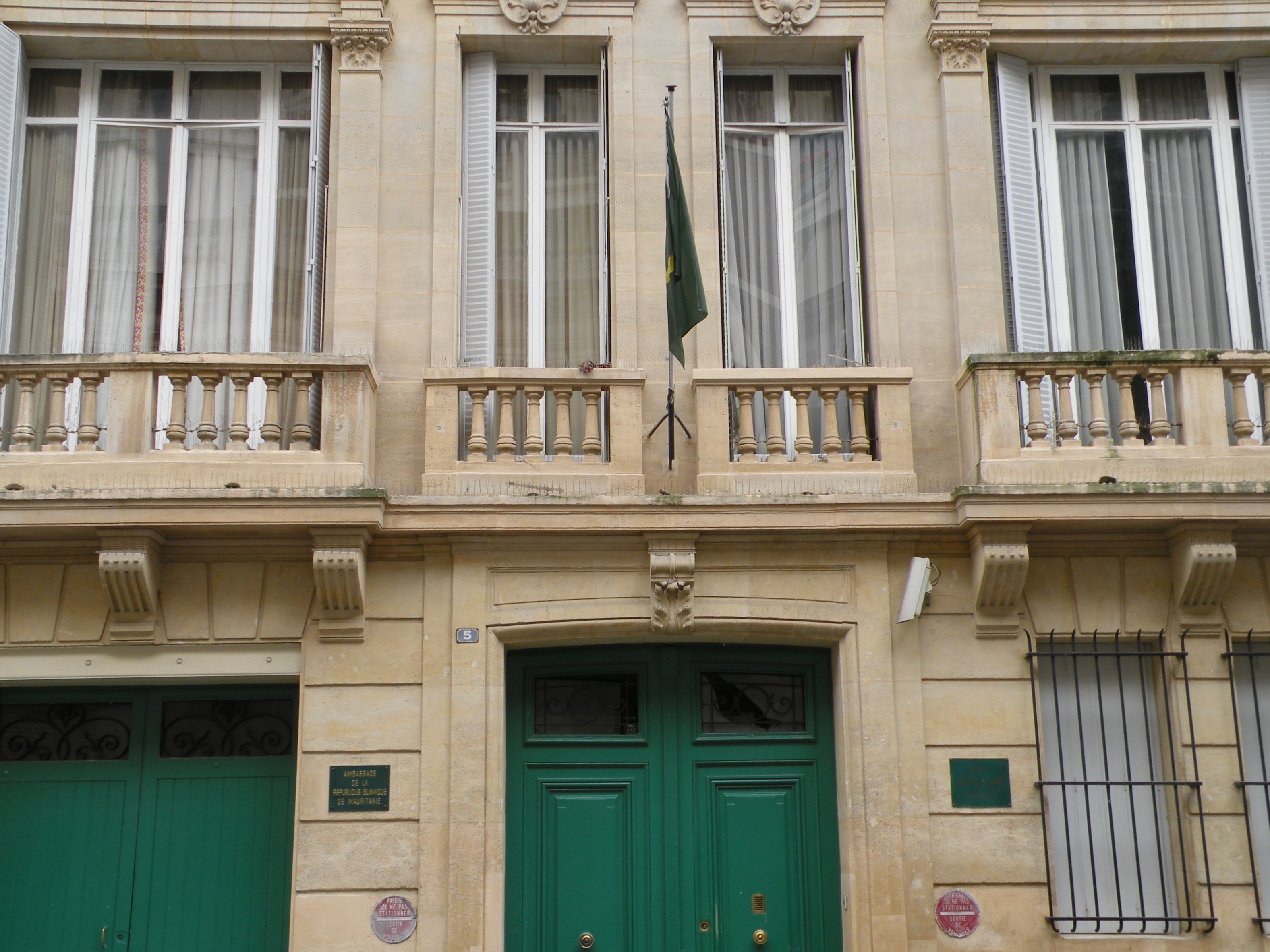
파리 주재 모리타니 대사관

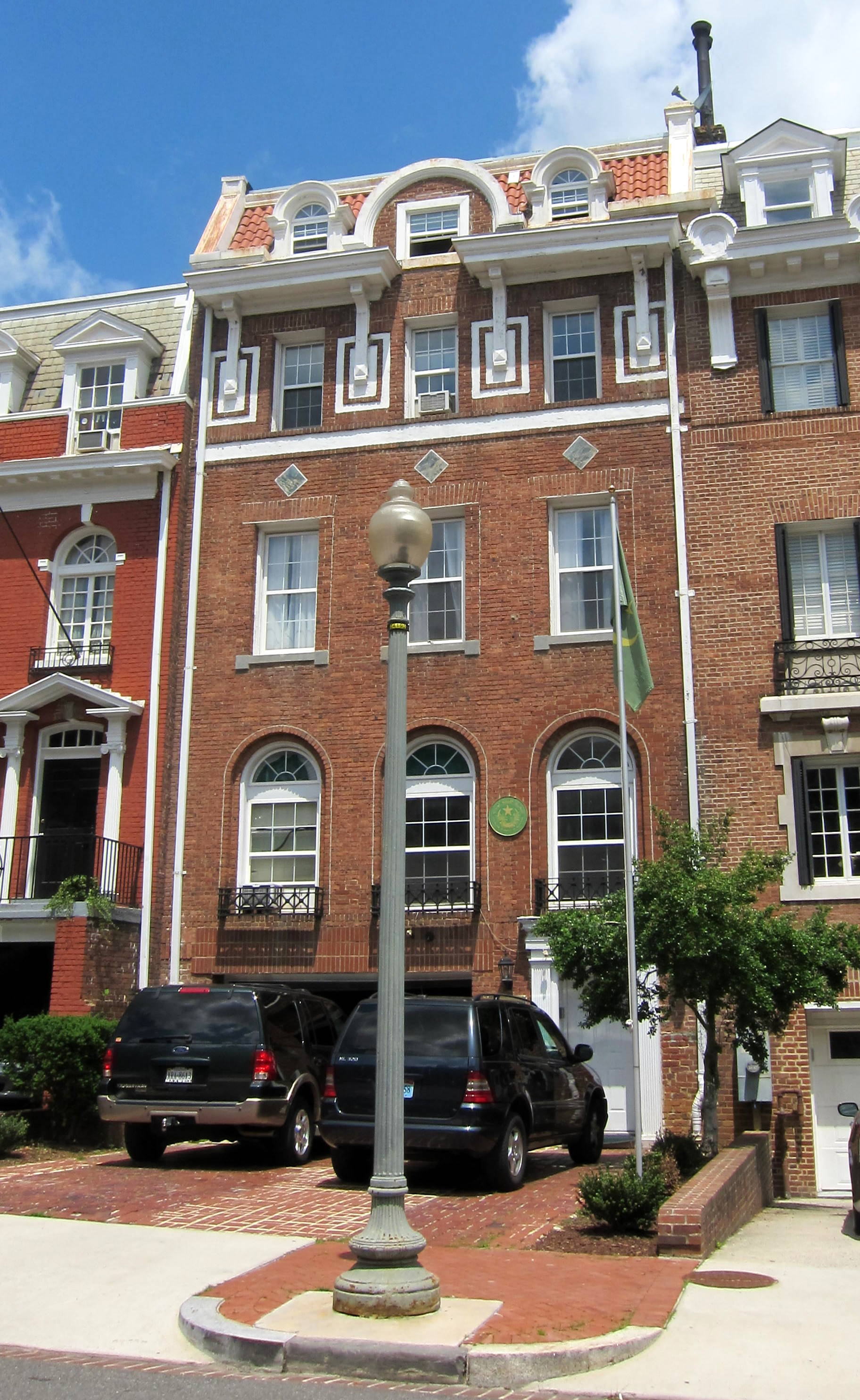
워싱턴 D.C. 주재 모리타니 대사관

모리타니의 재외공관 목록은 모리타니 주재 대사관을 각국에 상주시켜 놓는 것을 의미하며 모리타니의 재외공관을 나열한 목록이다.

## 아프리카
- 알제리 : 알제 (대사관)
- 코트디부아르 : 아비장 (대사관)
- 이집트 : 카이로 (대사관)
- 에티오피아 : 아디스아바바 (대사관)
- 리비아 : 트리폴리 (대사관)
- 말리 : 바마코 (대사관)
- 모로코 : 라바트 (대사관)
- 니제르 : 니아메 (총영사관)
- 세네갈 : 다카르 (대사관)
- 남아프리카 공화국 : 프리토리아 (대사관)
- 튀니지 : 튀니스 (대사관)

## 아메리카
- 브라질 : 브라질리아 (대사관)
- 미국 : 워싱턴 D.C. (대사관)

## 아시아
- 중화인민공화국 : 베이징시 (대사관)
- 이란 : 테헤란 (대사관)
- 일본 : 도쿄도 (대사관)
- 쿠웨이트 : 쿠웨이트시티 (대사관)
- 카타르 : 도하 (대사관)
- 사우디아라비아 : 리야드 (대사관)
- 시리아 : 다마스쿠스 (대사관)
- 튀르키예 : 앙카라 (대사관)
- 아랍에미리트 : 아부다비 (대사관)
- 예멘 : 사나 (대사관)

## 유럽
- 벨기에 : 브뤼셀 (대사관)
- 프랑스 : 파리 (대사관)
- 독일 : 베를린 (대사관)
- 이탈리아 : 로마 (대사관)
- 러시아 : 모스크바 (대사관)
- 스페인 : 마드리드 (대사관)
- 영국 : 런던 (대사관)

## 대표부
- EU 모리타니 정부 대표부 : 브뤼셀
- UN 모리타니 정부 대표부 : 뉴욕, 제네바
- UNESCO 모리타니 정부 대표부 : 파리
- 아랍 연맹 모리타니 정부 대표부 : 카이로